# Aso, Kumamoto
För andra betydelser, se Aso (olika betydelser).
Aso (japanska: 阿蘇市?, Aso-shi) är en stad i Kumamoto prefektur i södra Japan. Staden bildades 2005 genom en sammanslagning av kommunerna Aso, Ichinomiya och Namino. Staden ligger i den norra delen av den aktiva vulkanen Asos caldera och drabbades hårt av jordbävningarna i Kumamoto prefektur i april 2016.

## Galleri

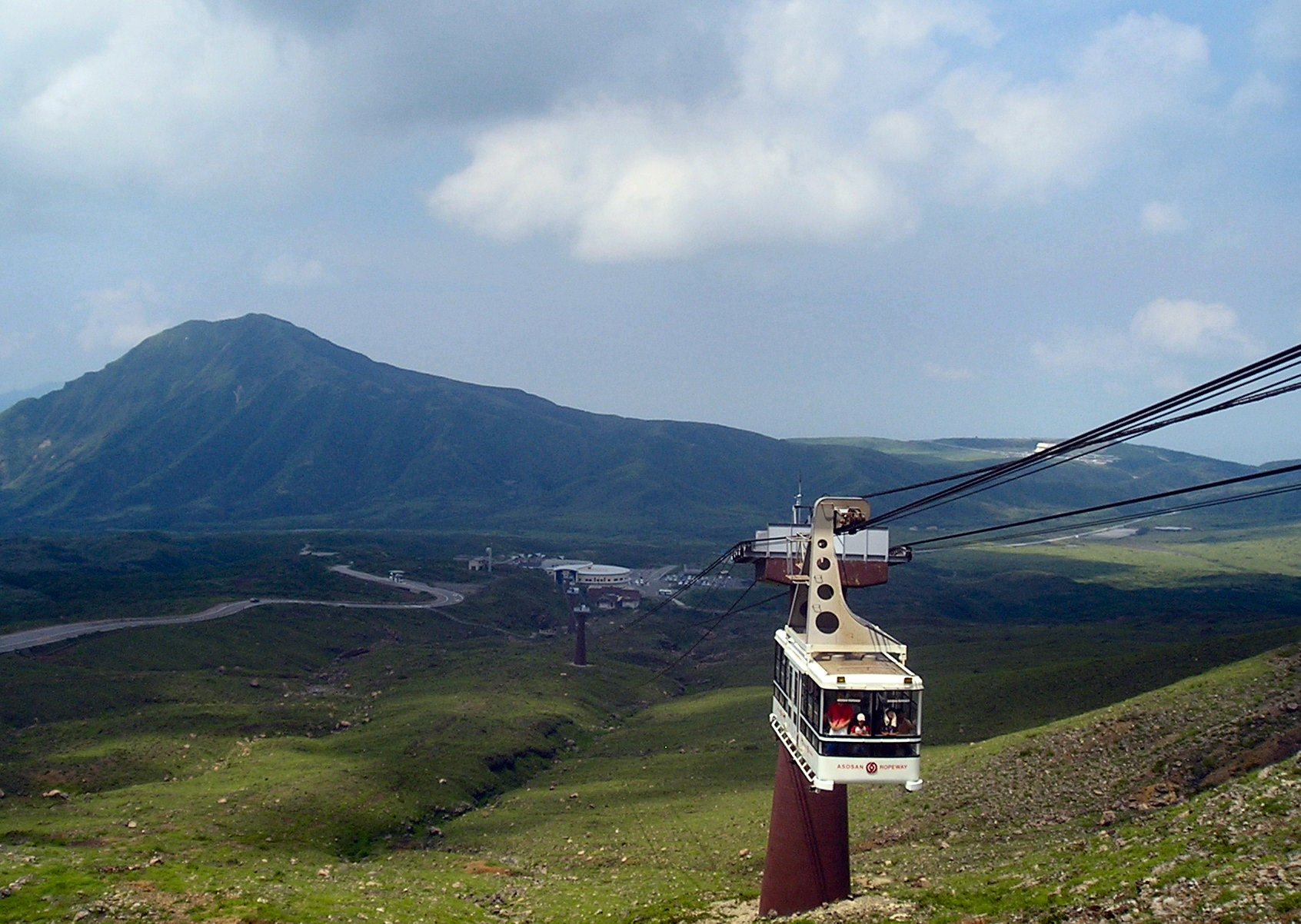
Vulkanen Aso med linbana
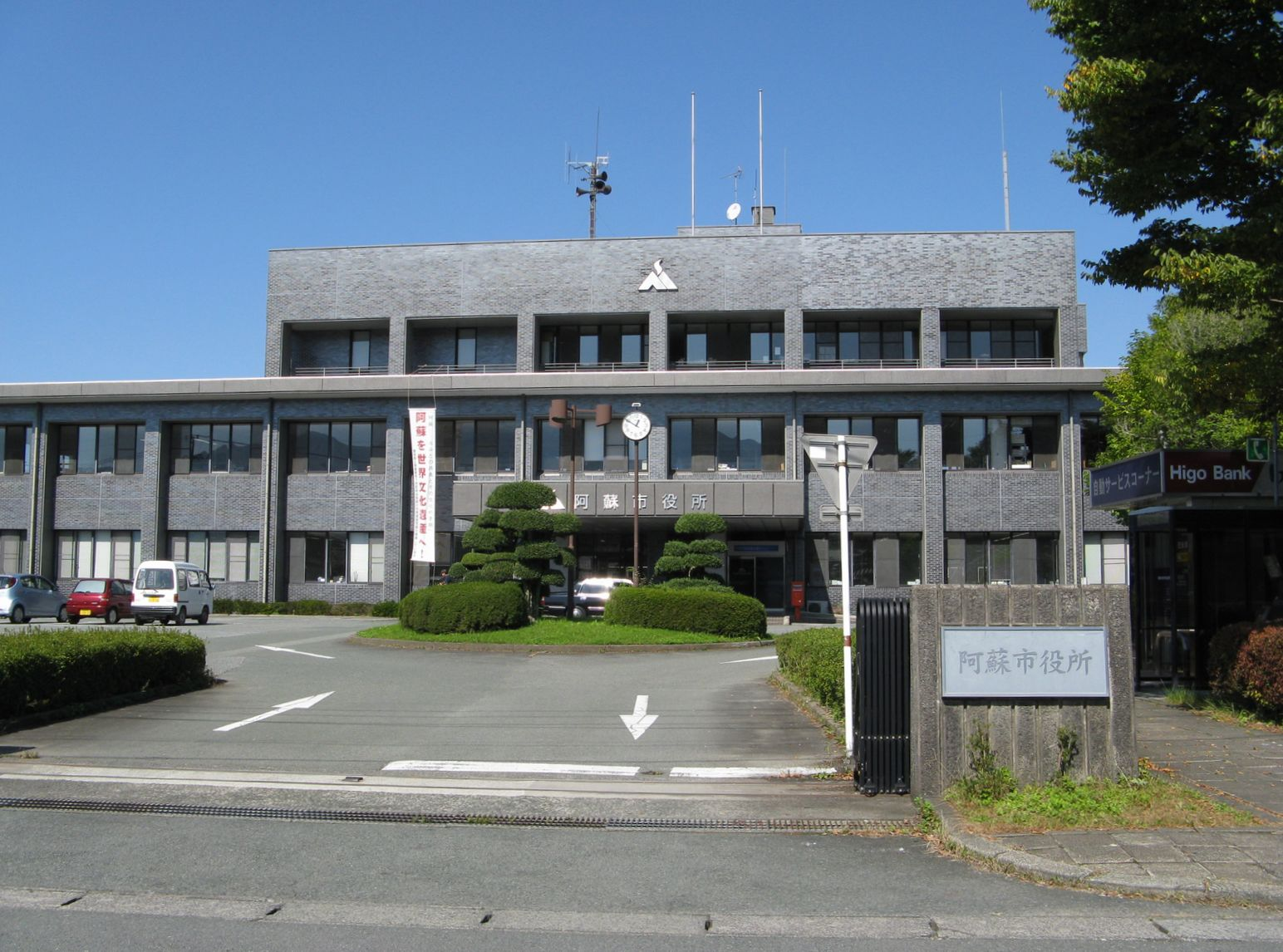
Stadshuset i Aso
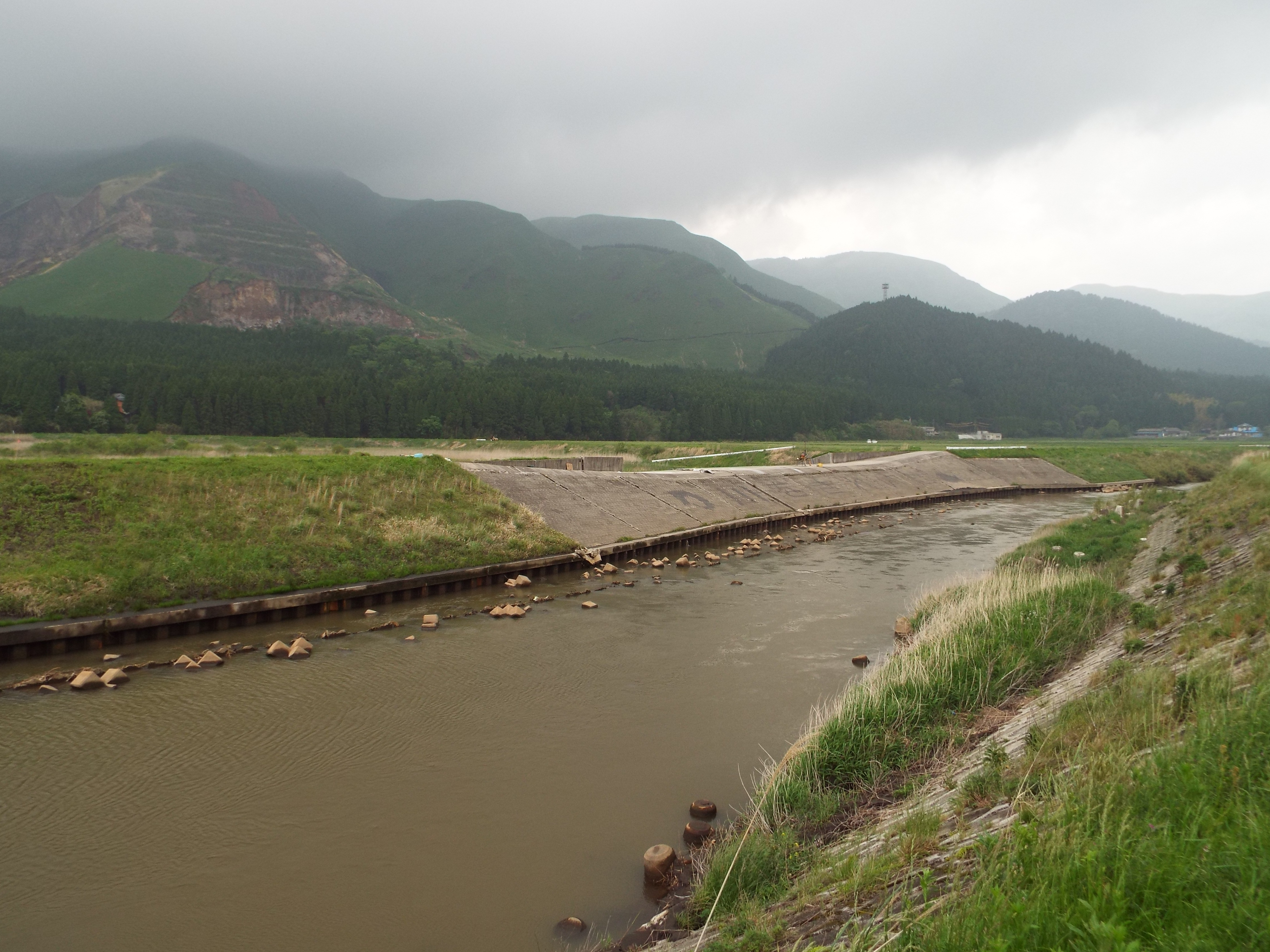
Flod i Akamizu (sydvästra delen av staden)